# La Vacherie
La Vacherie es una localidad y comuna francesa situada en la región de Alta Normandía, departamento de Eure, en el distrito de Les Andelys y cantón de Louviers-Sud.

## Demografía
| 423 | 441 | 457 | 500 | 450 | 490 | 407 | 409 | 392 | 387 | 363 | 332 | 305 | 303 | 297 | 273 | 245 | 241 | 216 | 214 | 214 | 238 | 204 | 187 | 157 | 149 | 151 | 162 | 176 | 279 | 423 | 485 |
| Para los censos de 1962 a 1999 la población legal corresponde a la población sin duplicidades (Fuente: INSEE [Consultar]) |     |     |     |     |     |     |     |     |     |     |     |     |     |     |     |     |     |     |     |     |     |     |     |     |     |     |     |     |     |     |     |

Gráfico de la evolución de la población entre 1794 y 1999